# Irina Ponarovskaja
Irina Vital'evna Ponarovskaja (in russo Ирина Витальевна Понаровская?; Leningrado, 12 marzo 1953) è una cantante e attrice russa, ex-sovietica.
Dopo aver vinto diversi premi internazionali negli anni '70, è stata una star e una sex symbol del suo paese negli anni '80 e '90.

## Biografia

### Gli inizi
Nacque a Leningrado da Vitalij Borisovič Ponarovskij e Nina Nikolaevna (di origini tedesche).
A sei anni cominciò a studiare il pianoforte e si diplomò al Conservatorio di Leningrado perfezionandone l'uso, per poi passare a studiare il canto.
Dal 1971 al 1976 ha affiancato i VIA Pojuščie Gitary come cantante e cominciò a partecipare a molte opere teatrali e rock. Vinse in quegli anni i premi internazionali dei festival musicali "Dresden-75" e "Sopot-76".
Dal 1976 si trasferì a Mosca, dove collaborò con orchestre jazz e cominciò a partecipare in vari film come attrice.

### Star sovietica e russa negli anni '80 e '90
Acquisendo progressivamente sempre più notorietà a fine anni '70, nel 1981 giunge a partecipare al Pesnja goda (Canzone dell'anno, il più importante festival musicale sovietico) con la canzone Ja ljubov' (Io sono l'amore, destinata a diventare una delle sue interpretazioni più famose), e poi a Goluboj ogonëk (Lucina azzurra), oltre a svariati altri programmi televisivi.
Dal 1985 al 1997 partecipò al Pesnja goda altre 11 volte, distinguendosi per i suoi stili stravaganti e diventando un sex symbol nei paesi dell'est.

### Anni recenti
Negli anni 2000 tentò la fortuna anche nel campo della moda, ma senza molto successo. In seguito si è trasferita in Estonia, ritirandosi dalla scena pubblica per alcuni anni.
Negli anni 2010 è tornata progressivamente in attività, partecipando a diversi programmi televisivi russi e facendo uscire alcuni suoi singoli e album anche per il mercato digitale.
Nel 2019 è stata premiata per la sua carriera con il titolo di Artista meritevole della Federazione Russa.

## Discografia

### Singoli
- (1976) Материнская Любовь / Первые Радости / Торопись / Мольба
- (1978) Город Радости
- (1981) Джо Дассен / Ирина Понаровская (in collaborazione con Joe Dassin)
- (1984) Сердце Не Может Позабыть (in collaborazione con Mikhail Sergeevich Boyarsky)
- (1986) Ласточки
- (1986) Маскарад природы
- (2018) Пусть Говорят
- (2019) The Best. Музыка любви
- (2019) Рябиновые Бусы
- (2019) Знаю, Любил! (DJM Grebenshchikov Remix)
- (2021) Я До Слёз Люблю Тебя

### Album
- (1993) Так Проходит Жизнь Моя...
- (1997) Женщина Всегда Права

### Compilation
- (2003) Орфей и Эвридика
- (2008) Поёт Ирина Понаровская
- (2019) The Best, Vol. 2

## Partecipazioni aPesnja goda
Segue l'elenco delle partecipazioni a Pesnja goda (Canzone dell'anno):
| Anno | Canzone                |
| ---- | ---------------------- |
| 1981 | Я — любовь             |
| 1985 | Мир без чудес          |
| 1986 | Знаю, любил            |
| 1988 | Я больше не хочу       |
| 1989 | Рябиновые бусы         |
| 1990 | Реквием                |
| 1991 | Ты мой бог             |
| 1992 | Так проходит жизнь моя |
| 1993 | Единственный мой       |
| 1995 | Гитара                 |
| 1996 | Женщина всегда права   |
| 1997 | Блюз любви             |